# Яш Ну'н Ахіін II
Яш Ну'н Ахіін II (д/н —бл. 794) — володар Мутуля з 768 до бл. 794 року. Ім'я перекладається як «Перший (або зелений) кайман».

## Життєпис
Походив з династії Теотіукана. Син калоомте та ахава Їхк'ін-Чан-К'авііля і Яш-Ахав-Шок. Про дату народження, а також молоді роки немає відомостей. Після смерті у 768 році свого брата відомого як XXVIII Володар перебрав владу. Його інтронизація відбулася 9.16.17.16.4, 11 К'ан 12 К'аяб (29 грудня 768 року). Ця дата є загальноприйнятою (стела 22). Втім на стелі 19, сказано, що «перше його двадцятиріччя на калоомте» закінчилася в день 9.17.18.3.1, 2 Іміш 9 К'айаб (21 грудня 788 року), тобто тут відлік ведеться від дати 9.16.18.3.1, 4 Іміш 4 Соц'(5 квітня 769 року). Натепер дослідники не можуть пояснити протиріччя в датах. За однією з гіпотез вважається, що Яш Ну'н Ахіін II пройшов через декілька інавгураційних обрядів, але чіткі відмінності між ними не зрозумілі.
Його правління на початку було цілком спокійним і стабільним, закінчення двадцятирічний 9.17.0.0.0, 13 Ахав 18 Кумк'у (24 січня 771 року) і 9.18.0.0.0, 11 Ахав 18 Мак (11 жовтня 790 року) були відзначені будівництвом комплексів «пірамід-близнят» і встановленням ювілейних стел. Гегемонія Мутульського царства зберегалася.
Втім, напочатку 790-х років відбулося відновлення потуги царств Сааль і К'анту. У відповідь Яш Ну'н Ахіін II намагався зберегти існуючий порядок політичними та дипломатичними заходами. На час його володарювання це вдалося зробити. Остання згадка про цього ахава відноситься до дня 9.18.3.13.2, 1 Ік’ 0 Моль (14 червня 794 року), де його зображено на розписній вазі. Вважається, що він помер у цьому або наступному році.

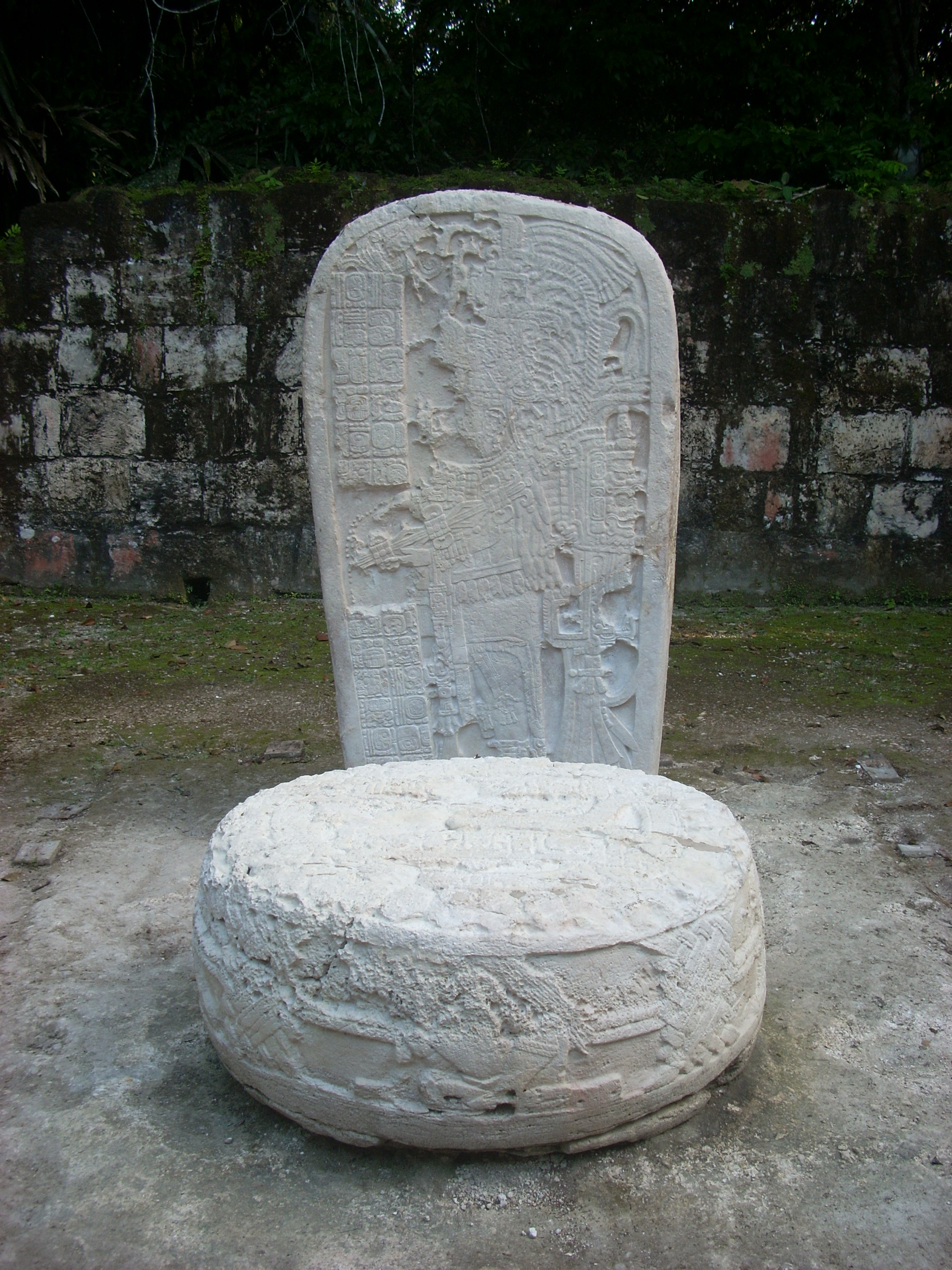
Стела 22 і вівтар 10 з зображенням Яш Ну'н Ахііна II та відомостями про інтронизацію
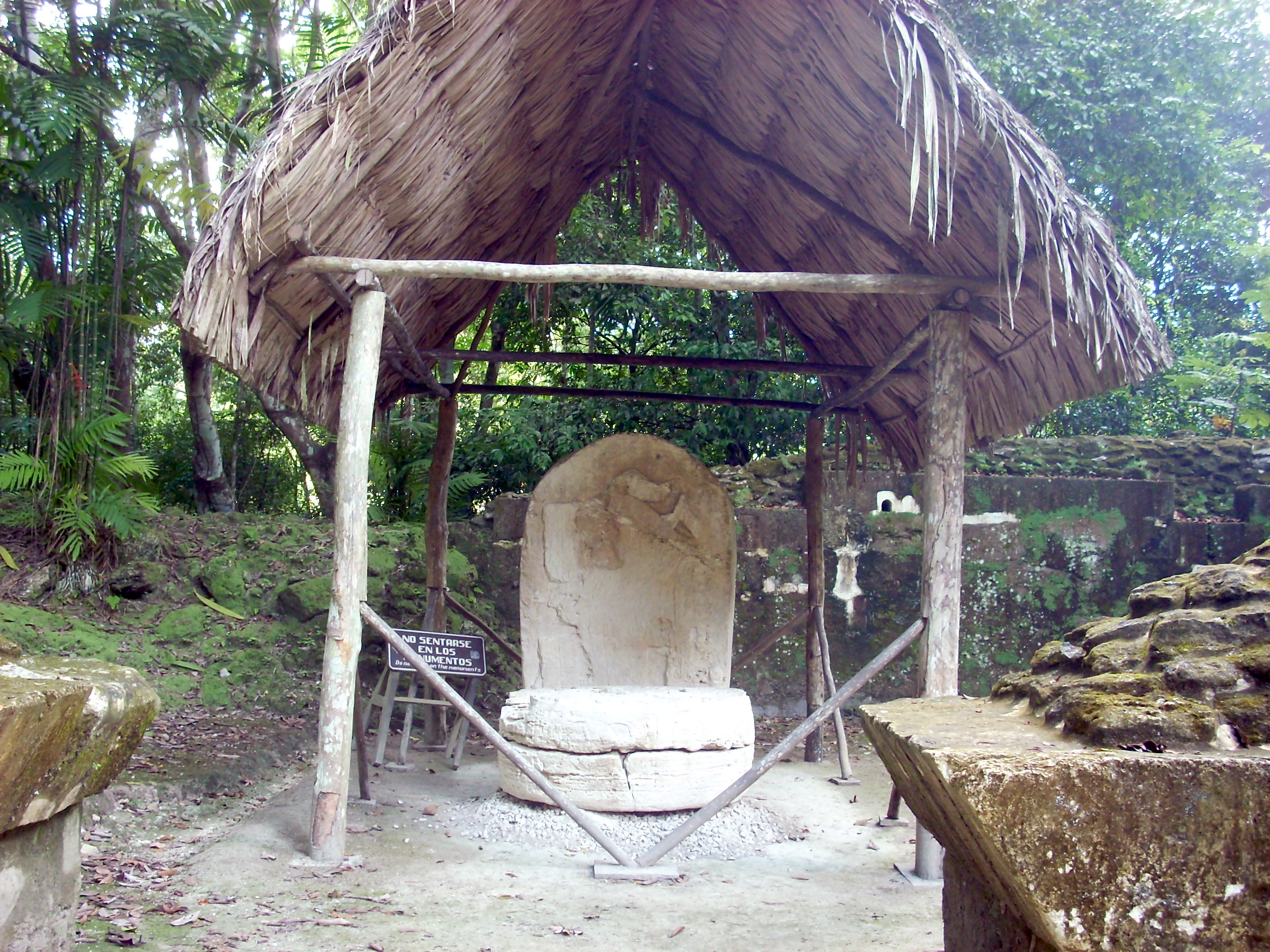
Стела 19 і вівтар 6 Яш Ну'н Ахііна II